# HD 139284
HD 139284，又名BD+38 2678，SAO 64797、HR 5808，是一颗恒星，视星等为6.42，位于銀經61.71，銀緯53.99，其B1900.0坐标为赤經15h 32m 7.2s，赤緯+38° 53.99′ 19″。